# Zona de especial protección para las aves
Una zona de especial protección para las aves (ZEPA) es una categoría de área protegida catalogada por los Estados miembros de la Unión Europea como «zonas naturales de singular relevancia para la conservación de la avifauna amenazada de extinción», de acuerdo con lo establecido en la directiva comunitaria 79/409/CEE y modificaciones subsiguientes («Directiva sobre la Conservación de Aves Silvestres» de la UE).
La convención parte del reconocimiento de que las aves del territorio europeo son patrimonio común y han de ser protegidas a través de una gestión homogénea que conserve sus hábitats. Bajo la Directiva, los Estados miembros asumen la obligación de salvaguardar los hábitats de aves migratorias y ciertas aves particularmente amenazadas.
En las zonas de protección se prohíbe o limita la caza de aves, en sus fechas y sus técnicas; se regula la posible comercialización; y los estados están obligados a actuar para conservar las condiciones medioambientales requeridas para el descanso, reproducción y alimentación de las aves.
Junto con las zonas especiales de conservación (ZEC), las ZEPA forman una red de lugares protegidos por toda la Unión Europea, llamada Natura 2000.
Cada ZEPA tiene un código alfanumérico de la Unión Europea; por ejemplo, la ZEPA de la Costa septentrional de Norfolk en el Reino Unido tiene el código UK9009031.

## Las ZEPA de España
En 2021 existían 644 ZEPA en España con una superficie total de 15 449 468,40  hectáreas protegidas. Castilla y León es la comunidad autónoma que tiene mayor número de hectáreas protegidas como ZEPA, en concreto 2 001 839,83 ha, seguida por Andalucía con 1 665 277,26 ha. Las Islas Canarias son la comunidad que tiene el mayor porcentaje de territorio protegido (36,43 % de las Canarias son ZEPA).  Según un delegado de la Sociedad Española de Ornitología (SEO/Birdlife), en España «la delimitación de las zonas de importancia para las aves hecha por esta entidad sirve de referencia para la Comisión Europea», por lo que acciones como, por ejemplo, la «descatalogación de una Zepa sin el asentimiento de Birdlife es casi imposible».

### Desvinculaciones de ZEPA
En febrero de 2022, el alcalde de Cáceres, Luis Salaya, declaró que el cerro Arropé y otros terrenos serán desvinculados de la Zepa de los Llanos de Cáceres y de Sierra de Fuentes, merced a una iniciativa de la Junta de Extremadura.  En los terrenos desvinculados se construirá un complejo religioso.

## Las ZEPA en Portugal

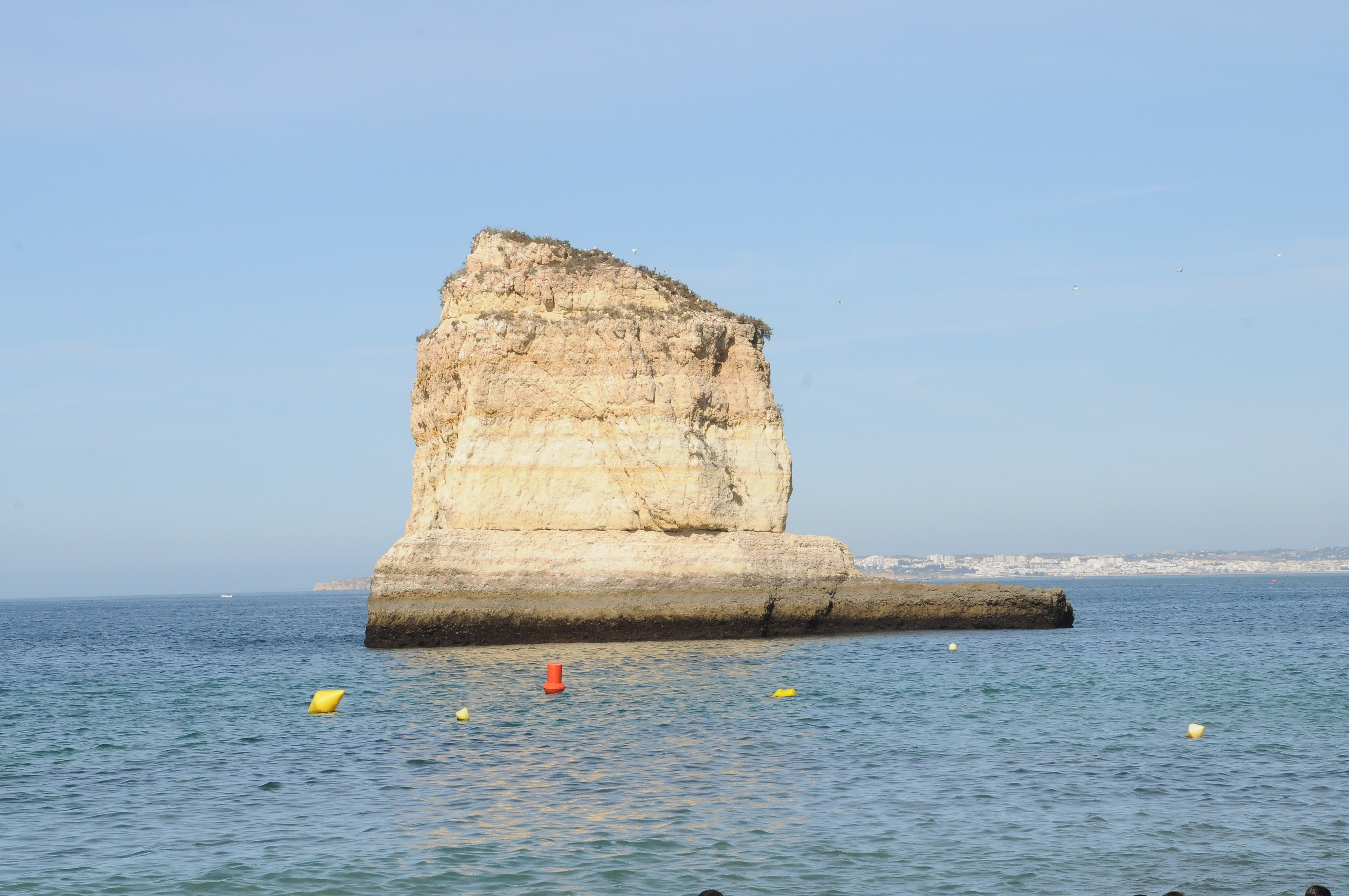
Leixão da Gaivota.

En Portugal, la tarea de gestionar el programa de identificación de las áreas importantes para la conservación de las aves (IBA, por sus siglas en inglés) es responsabilidad de la Sociedade Portuguesa para o Estudo das Aves (SPEA).
Actualmente hay identificadas en Portugal 106 áreas importantes para las aves, correspondiendo a 2 905 586 ha. Este valor corresponde a casi el 32 % del territorio portugués.
La mayor IBA de Portugal se sitúa en el Nordeste Transmontano, integrando las sierras de Montesinho y Nogueira mientras que la más pequeña es el Leixão das Gaivotas, en el Algarve.
En la Unión Europea, la lista de IBA fue en buena parte, aunque no totalmente, utilizada como base para la elaboración de la lista de ZEPA cumpliendo lo establecido en la Directiva de Aves.

## Las ZEPA en el Reino Unido
Con fecha 21 de septiembre de 2006, había 252 lugares protegidos como ZEPA en el Reino Unido. Las Regulaciones de Conservación (Hábitat natural, etc.) de 1994 implementan los términos de la Directiva en Escocia, Inglaterra y Gales. En la isla de Gran Bretaña, las ZEPA, igual que las Áreas de Especial Protección, señaladas en zonas terrestres o intermareales normalmente también son consideradas Sites of Special Scientific Interest (SSSI), y en Irlanda del Norte como Areas of Special Scientific Interest (ASSIs). Por ejemplo, Broadland SPA en el este de Inglaterra es una conglomeración de alrededor de 28 SSSI. Las áreas de especial protección pueden extenderse por debajo de la marea baja hacia el mar, y para estas áreas SSSI no es posible la notificación. En Escocia, algunas áreas de especial protección han sido clasificadas sin ninguna designación previa como SSSI.

## Las ZEPA en Polonia
Las Zonas de especial protección para aves en Polonia se llaman OSOP (Obszar Specjalnej Ochrony Ptaków). En el año 2005, había 72 zonas OSOP designadas como tales. Una de las más extensas es el bosque Puszcza Piska, que es el mayor complejo forestal en la región de Masuria en el centro de Polonia, vecina al Parque paisajístico masuriano, y las tierras bajas masurianas.